# Giovanni Steffè
Giovanni Steffè (ur. 12 stycznia 1928 w Koprze, zm. 19 października 2016 w Recco) – włoski wioślarz, srebrny medalista olimpijski.
Wystąpił na igrzyskach olimpijskich w Londynie w 1948, gdzie osada Włoch w składzie: Giovanni Steffè, Aldo Tarlao i Alberto Radi (sternik) wywalczyła srebrny medal w dwójkach ze sternikiem. W finale o 11,7 sekundy przegrali z Duńczykami, a o 13 sekund pokonali osadę Węgier. Był to jego jedyny start olimpijski.
W dwójce ze sternikiem zdobył także srebrny medal na mistrzostwach Europy w Lucernie (1947).
W 1947 roku zdobył ponadto mistrzostwo kraju w dwójkach bez sternika. Po igrzyskach przeprowadził się do Genui, gdzie pracował w firmie Ansaldo Energia.